# Blatěnka vodní

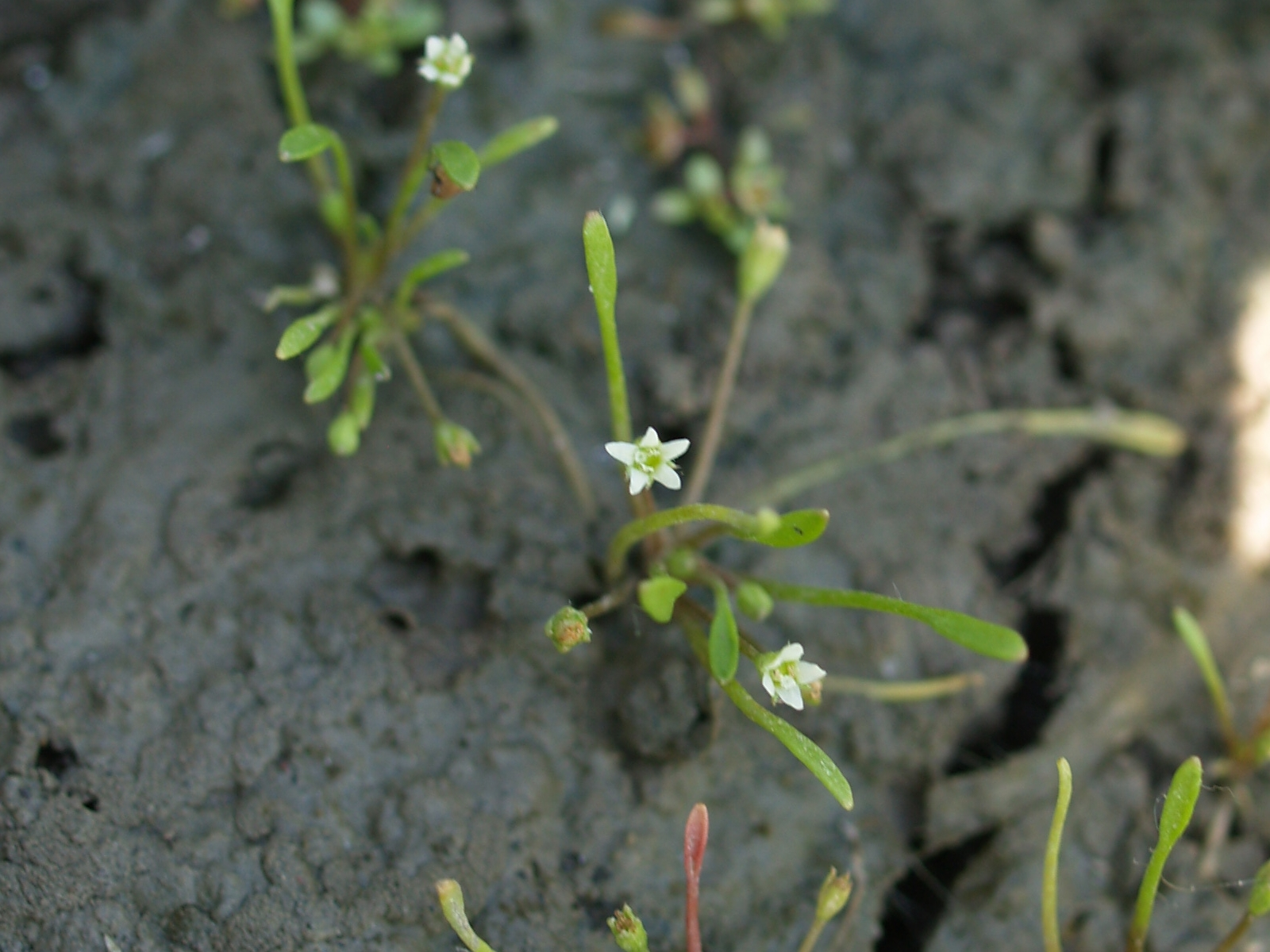
Blatěnka vodní s květy

Blatěnka vodní (Limosella aquatica) je drobná, jednoletá, vlhkomilná bylina bahnitých stanovišť rozkvétající závěrem léta drobnými, bílými květy. Je jediným druhem nevelkého rodu blatěnka, který v české přírodě roste a je v ní původní rostlinou.

## Rozšíření
Rostlina se silně holarktickým výskytem v mírném a subarktickém pásmu Evropy, Asie a Severní Ameriky, jakož i na severu Afriky. V Evropě zasahuje na severu až na Island a do severní Skandinávie, na západě do Francie a na Britské ostrovy, na východě až po Ural. Není sice přítomná v evropských oblastech okolo Středozemního moře, roste však na jeho jižní straně v severní Africe. V Asii se vyskytuje od Uralu přes Sibiř, Střední Asii, sever Číny a Mongolska až po ruský Dálný východ, Koreu a Japonsko, na jihu zasahuje na Kavkaz a přes oblast Blízkého východu až do Tibetu. V Severní Americe se objevuje od Aljašky a Grónska na severu přes Kanadu a Spojené státy až po severní část Mexika.
V České republice se sice vyskytuje střídavě po celém území, nejvíce jejích lokalit se však nalézá v oblastech s četnějšími rybníky a okolo středních a dolních toků větších řek. Roste nejčastěji v nižší nadmořské výšce, obvykle v planárním a kolinním stupni, pouze na Šumavě vystupuje až do 900 m n. m.

## Ekologie
Rostlina periodicky zaplavovaných stanovišť s písčitým nebo jílovitým podkladem. Vyhovují jí břehy stojatých nebo pomalu tekoucích vod, dna letněných rybníků či často zaplavované sníženiny v říčním okolí. Potřebuje dostatečně osluněná a průběžně vlhká místa, která mohou být i ovlivněná lidskou činností, se zbahnělou a slabě kyselou půdou s dostatkem humusu. Prospívá jí také občasné přeplavování stanovišť, díky němuž se k ní dostávají další živiny potřebné k růstu.
Nepříznivé podmínky (např. vyschnutí stanoviště) je tento terofyt schopen přežít v podobě semen, která dokážou čekat po několik let v suché půdě na záplavu nebo naopak hluboko pod hladinou na občasné letnění rybníků, jímž se nastartuje vyklíčení uložených semen.

## Popis
Jednoletá rostlina bez lodyhy s bledými, vláknitými kořeny ve svazcích. Listy rostoucí v přízemní růžici mající tenké, 1 až 2 cm dlouhé řapíky nesoucí eliptickou čepel velkou asi 9 x 3 mm, po obvodě celokrajnou a oboustranně lysou. Brzy z jara rostoucí ponořené listy mají řapíky až 4 cm dlouhé a redukované, úzce čárkovité čepele. Z listové růžice vyrůstají plazivé, kořenující výhonky, na kterých rostou další růžice. V závislosti na místních podmínkách je tato bylina vzhledově dosti variabilní.
Z úžlabí listů vyrůstají jednotlivě stopkaté, pětičetné, oboupohlavné, průměrně jen 5 mm velké květy bělavé barvy. Kališní lístky jsou zelené, vejčité a nahoře nazpět ohnuté, zvonkovitá koruna je kolovitá a má lístky bílé nebo bledě fialové. V květu jsou čtyři dvoumocné tyčinky s prašníky a vejčitý semeník s krátkou čnělkou zakončenou bliznou. Květy jsou samosprašné nebo řidčeji bývají opylovány hmyzem. Plody jsou elipsoidní, jednopouzdré tobolky s drobnými, hnědými semeny, která jsou rozšiřována vodou. Ploidie druhu je 2n = 40.

## Ohrožení
Přežití blatěnky vodní je ohrožováno likvidací vhodných biotopů, hlavně odvodňováním polí a regulaci vodního režimu řek. Je proto, byť je bez ekonomického významu, považována za vzácnější rostlinu české květeny a v "Červeném seznamu cévnatých rostlin České republiky" je hodnocena jako rostlina vyžadující si další pozornost (C4a).